# صومعه صلیب مقدس (آگاراک)
صومعه صلیب مقدس (آگاراک) (ارمنی: Սուրբ Խաչ վանք (Ագարակ)؛ ) یک صومعه متعلق به کلیسای حواری ارمنی واقع در شهر آگاراک، جمهوری خودمختار نخجوان جمهوری آذربایجان می‌باشد. ساخت و ساز این ساختمان در سده ۱۵ام میلادی؛ به پایان رسید. این بنا به سبک معماری ارمنی طراحی شده است.

## یادداشت
1. ↑  Շահան Գագիկ